# Barbizon
Barbizon is een gemeente in het Franse departement Seine-et-Marne (regio Île-de-France) en telt 1569 inwoners (2005). De oppervlakte bedraagt 5,3 km², de bevolkingsdichtheid is 296,0 inwoners per km².

## Geschiedenis
Drie Franse plattelandsdorpjes, Marlotte, Chailly en Barbizon, weggestopt in de bossen op de westelijke rand van het bekende Fôret de Fontainebleau, waren toevlucht en verblijf, tussen 1830 en 1850, van een groot aantal schilders, die er hun liefde voor de natuur wilden beleven, vaak op een pathetische wijze.
Théodore Rousseau werd er de mentor. Andere voorname meesters waren: Jean François Millet, Jules Dupré, Charles-François Daubigny, Albert Charpin, Narcisse Diaz, Antoine Chintreuil, Constant Troyon, Henri Harpignies. Ook de bekende dierensculpteur Antoine-Louis Barye kwam er zijn modellen schetsen in hun natuurlijke omgeving.
Ze waren allen het stedelijke academisme ontvlucht en wilden, vaak hartstochtelijk en ongebonden, het directe contact met de vrije afgezonderde natuur beleven, als "plein-air-schilders". Zij werden eerder "poëten met de borstel" dan uitbeelders van een natuurlijke omgeving. In 1850 noemde een Parijse directeur hen "de onverschoonde democraten".
De schilders van Barbizon lieten zich wel leiden door de 17e-eeuwse Hollandse landschapschilders enerzijds, en anderzijds waren ze geïmponeerd door de Engelse aquarellisten als Richard Parkes Bonington.
Niet alleen Franse kunstenaars zochten Barbizon op, ook buitenlanders maakten er school. Onder de Belgen worden vermeld: Xavier De Cock, Cesar De Cock, Hippolyte Boulenger, Alfred De Knyff, Victor De Papeleu. De Nederlander Martinus Antonius Kuytenbrouwer nodigde er zijn vriend Johan Jongkind uit. Willem Roelofs, een andere Nederlandse landschapsschilder, was er in 1851 en keerde er terug in 1852 en weer in 1855. Zijn Barbizon-geestdrift werkte aanstekelijk op de latere Haagse School-schilders.

## Demografie
Onderstaande figuur toont het verloop van het inwoneraantal van Barbizon vanaf 1962.

Bron: Frans bureau voor statistiek. Cijfers inwoneraantal volgens de definitie population sans doubles comptes (zie de gehanteerde definities)
1. ↑  Populations de référence 2022.